# Port lotniczy Olita
Port lotniczy Olita (kod ICAO: EYAL) – mały port lotniczy zlokalizowany w miejscowości Olita (Litwa).